# Yvonne Jung
Yvonne Jung est une actrice américaine née à Boston le 26 décembre 1969. 
Elle est surtout connue pour avoir interprété le rôle de l'ambulancière Holly Levine dans la série New York 911 de 2003 à 2005.
Elle est mariée depuis 1998 à l'acteur Anthony Ruivivar, qui interprète l'ambulancier Carlos Nieto dans New York 911, avec lequel elle a deux enfants.

## Filmographie

### Cinéma
- 2015 : Stuff de Suzanne Guacci : Deb Murdoch
- 2017 : Happy Birthday : Dede

### Télévision
| Année     | Titre français              | rôle           | note                                                                            |
| --------- | --------------------------- | -------------- | ------------------------------------------------------------------------------- |
| 2001      | New York 911                | Colleen Frewer | l'avocate de Kim Zambrano                                                       |
| 2002      | Urgences                    | X-Ray Tech     | 1 épisode "Un clin d'œil du destin"                                             |
| 2004      | New York, police judiciaire | Melissa Donner | 1 épisode: "Vendetta"                                                           |
| 2004      | Les Soprano                 | Secretary #2   | 1 épisode: "Long Term Parking"                                                  |
| 2003-2005 | New York 911                | Holly Levine   | 30 épisodes                                                                     |
| 2005      | NIH : Alertes médicales     | Holly Levine   | 1 épisode : "Half Life"(crossover entre New York 911 et NIH, alertes médicales) |
| 2007      | Esprits criminels           | Claire         | 1 épisode : "In Birth and Death"                                                |